# مايك شميت
مايك شميت (بالإنجليزية: Mike Schmidt)‏ (و. 1949  م) هو لاعب كرة قاعدة، من الولايات المتحدة، ولد في دايتون، أوهايو، مركز لعبه هو قاعدي ثالث ‏.

## التعليم
تعلم في جامعة أوهايو.

## جوائز
حصل على جوائز منها:
- جائزة اللاعب الأكثر قيمة لدوري كرة القاعدة الرئيسي [الإنجليزية]‏
- جائزة القفاز الذهبي لرولينغز [الإنجليزية]‏.

## روابط خارجية
- مايك شميت على موقع IMDb (الإنجليزية)
- مايك شميت على موقع الموسوعة البريطانية (الإنجليزية)
- مايك شميت على موقع إن إن دي بي (الإنجليزية)
- مايك شميت على موقع دوري كرة القاعدة الرئيسي (الإنجليزية)
- مايك شميت على موقعبيزبول رفرنس.كوم (الدوري الرئيسي) (الإنجليزية)
- مايك شميت على موقعبيزبول رفرنس.كوم (الدوري الثانوي) (الإنجليزية)
- مايك شميت على موقع إي إس بي إن.كوم (أم.أل.بي) (الإنجليزية)
- مايك شميت على موقع مشجعي الرسوم البيانية (الإنجليزية)
- مايك شميت على موقع قاعة مشاهير كرة القاعدة (الإنجليزية)